# Twister (Spiel)

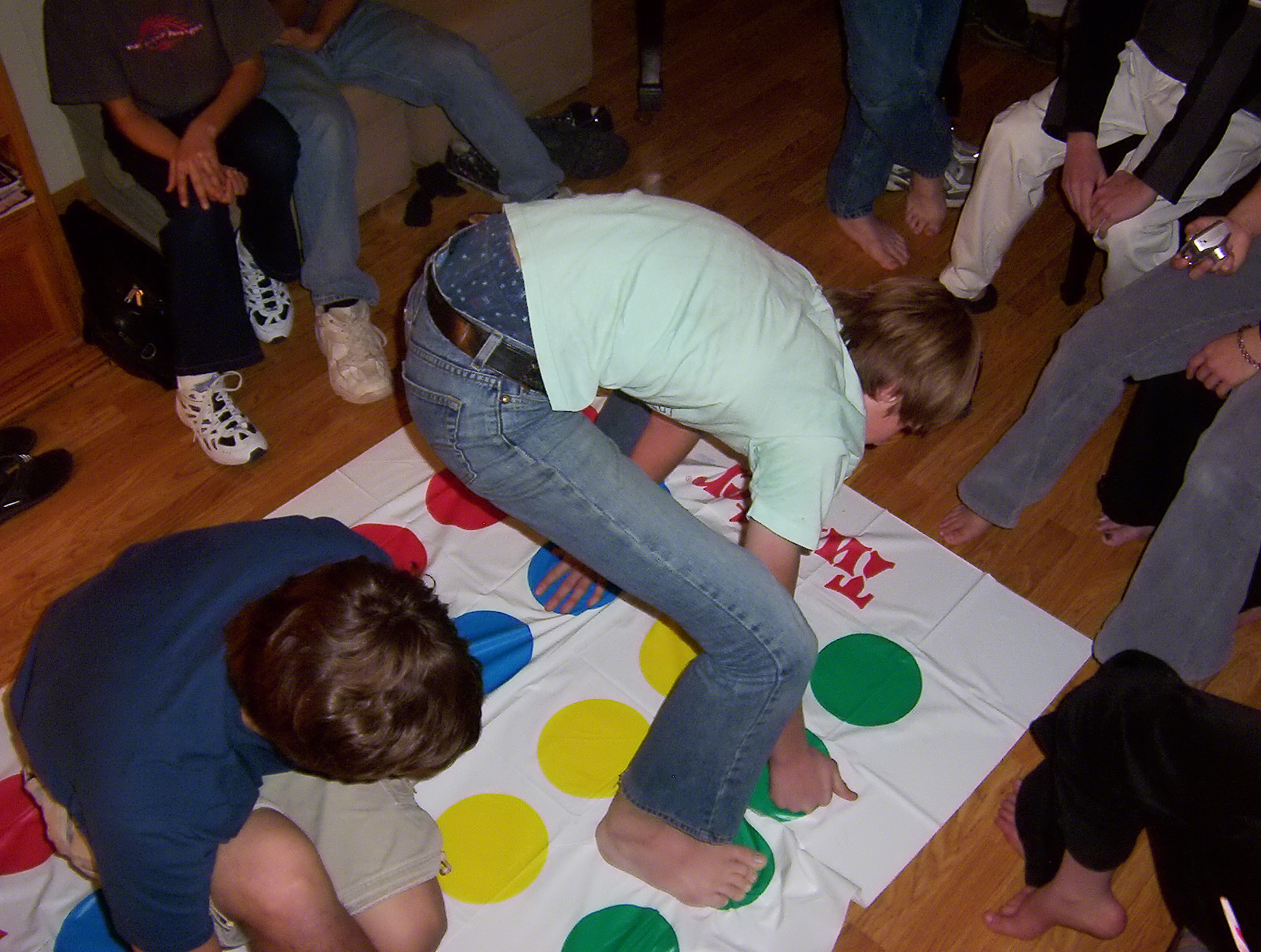
Jugendliche beim Twistern.

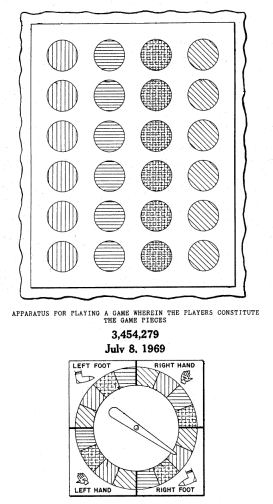
US-Patent für das Spiel

Twister ist ein Gesellschaftsspiel, das aus einer etwa zwei Quadratmeter großen Plastikfolie mit großen bunten Punkten (blau, rot, grün, gelb) und einer Drehscheibe besteht. Die Decke wird zum Spielen auf dem Boden ausgebreitet, die Drehscheibe bereitgelegt. Die Anzahl der Spieler ist beliebig, doch sollte sie aus Platzgründen vier nicht überschreiten.

## Hersteller und Vertrieb
Die Milton Bradley Company (MB) brachte erstmals 1966 das Spiel in den USA heraus. Seit der Übernahme von MB durch Hasbro wird das Twister von der Spielefirma Hasbro in der Serie MB-Spiele vertrieben. Im Jahr 2005 brachte die Firma das in den Regeln unveränderte Spiel Party-Twister heraus, das sich in der Aufmachung eher an Jugendliche wendet. Die einzige Neuerung besteht in einer Tragetasche und einer Drehscheibe, die auch als Frisbee genutzt werden kann. 

## Regeln
Die Drehscheibe ist zunächst in Viertel eingeteilt, wobei jedes Viertel für einen Körperteil steht: 
- Linker Fuß
- Rechter Fuß
- Linke Hand
- Rechte Hand

Diese Viertel sind jeweils nochmals in die Farben der Punkte auf der Decke unterteilt.
Nach dem Drehen zeigt die Drehscheibe eine Kombination von Farbe und Körperteil. Die anderen Teilnehmer versuchen nun, auf der Decke den bezeichneten Körperteil auf einen freien Punkt der entsprechenden Farbe zu stellen. Das Spiel endet, sobald ein Spieler umfällt oder keinen passenden Punkt erreicht.
Twister wird in der Regel barfuß gespielt, um besseren Halt zu gewährleisten und die Decke nicht unnötig abzunutzen. Ferner kann vereinbart werden, dass ein Spieler einen bereits abgestellten Körperteil vorübergehend anheben darf, damit ein anderer einen Zielpunkt besser erreichen kann.
In einer neueren Version des Spiels ist die Drehscheibe erweitert um 2 weitere Segmente für jede Extremität, diese stehen für die Aktionen "Total verrückt" (derjenige, der die Scheibe dreht, denkt sich eine "total verrückte" Bewegung aus) bzw. "Luft" (das ausgerufene Körperteil wird in die Luft gestreckt).

## Zielgruppe
Das Spiel richtet sich primär an Kinder, da es den Gleichgewichtssinn trainiert und die Körperkoordination fördert. Jugendlichen und Erwachsenen bietet das Spiel über den reinen Spaß hinaus auch einen erotischen Aspekt, da es im Spielverlauf zu zahlreichen Körperkontakten der Spieler kommt. Das Umfallen eines Spielers kann mit der Abgabe eines Pfandes oder der Einlösung einer Aufgabe bestraft werden.